# Брион (Ен)
Брион (фр. Brion (Ain)) је насељено место у Француској у региону Рона-Алпи, у департману Ен (Рона-Алпи).
По подацима из 2011. године у општини је живело 522 становника, а густина насељености је износила 116,52 становника/km².

## Демографија
| 1962. | 1968. | 1975. | 1982. | 1990. | 2011. |
| ----- | ----- | ----- | ----- | ----- | ----- |
| 195   | 215   | 335   | 395   | 587   | 522   |